# Banyutus shimba
Banyutus shimba is een insect uit de familie van de mierenleeuwen (Myrmeleontidae), die tot de orde netvleugeligen (Neuroptera) behoort. 
Banyutus shimba is voor het eerst wetenschappelijk beschreven door Kimmins in 1956.